# ناجي أسعد
الدكتور ناجي أسعد يوسف بطل مصر الاسبق في دفع الجلة

## أنجازاتة
أحد أنجح الابطال في تاريخ العاب القوى المصرية حقق العديد من الميداليات الذهبية في دفع الجلة والفضية في رمي القرص. وكان قبلها لاعباً لكرة السلة بالأهلى منذ عام 66 وحتى عام 1969.
الرياضي المصري الوحيد (العاب القوى) الذي فاز بميداليات ذهبية في ثلاث بطولات كبرى وهي دورة الألعاب الأفريقية، دورة ألعاب البحر المتوسط، البطولات الافريقيه في العاب القوى
تخرج من كليه التربية الرياضية (بنين) في جامعة حلوان، وعمل في الكلية نفسها بعد التخرج، أثناء عمله حصل على درجة الدكتوراه في التربية البدنيه، وهو يعمل حاليا أستاذا بالكلية.
هو 130 من قائمة أحسن 150 في العالم في دفع الجلة 20.71 - متر.
في مصر لعب لفريق النادي الاهلي الرياضي.

## مدرسة الرمي
د. ناجى أسعد أفضل مدربى الرمى في مصر المدير الفني للمنتخب الوطني للشباب والرجل الذي وصفه أشرف بكير رئيس الاتحاد بأنه صاحب الفضل الأول في الحصول علي البطولة الإفريقية للعبة تحت 20.
وضع د. ناجى أسعد قواعد مدرسة الرمي المصرية الحديثة, أثمر بعد عمل سنتين ميدالية فضية وميدالية برونزية في بطولة العالم تحت18 سنة، ومن بين الانجازات أيضا في البطولة الأفريقية لالعاب القوي 2007, تم اختيار ناجي أسعد مدربا لمنتخب الرمي في أفريقيا

## دفع الجلة
- مرتين بطل أفريقيا في دفع الجلة 1979، 1982
- الميدالية الذهبية في دفع الجلة في دورة ألعاب البحر المتوسط لعام 1971، في أزمير (تركيا)
- الميدالية الذهبية مرتين في دفع الجلة في دورة الألعاب الأفريقية عام 1973 نيجيريا وعام 1978 والجزائر
- الميدالية الذهبية مرتين في دفع الجلة شرق ووسط أفريقيا بطولات 1981 و 1982 [14].
- الميدالية الذهبية في دفع الجلة لعام 1980 التي الحرية الجرس التقليدي البديل إذا رتب للامم مقاطعة الألعاب الأولمبيه لعام 1980 [15]
- الميدالية الفضيه في دفع الجلة في دورة ألعاب البحر المتوسط عام 1979، يوغوسلافيا

## رمي القرص
- الميدالية الفضيه في رمي القرص دورة ألعاب البحر المتوسط لعام 1971، ازمير (تركيا)
- الميدالية الفضيه في رمي القرص في دورة الألعاب الأفريقية نيجيريا، 1973.

## مواضيع مرتبطة
- دورة الألعاب الأفريقية
- دورة ألعاب البحر المتوسط
- البطولات الافريقيه في العاب القوى
- قائمة أبطال أفريقيا لألعاب القوى